# Leistungsumsatz
Als Leistungsumsatz (auch Arbeitsumsatz genannt) wird diejenige Energiemenge definiert, die der Organismus über den Grundumsatz hinaus für Arbeitstätigkeiten umsetzt.
Die verrichtete Leistung wird hier üblicherweise – anders als in der Physik – nicht in Watt, sondern in kJ/Tag (früher auch kcal/Tag) angegeben.

## Ermittlung
Für den täglichen Gesamtenergiebedarf gilt:
{\displaystyle Gesamtumsatz=Grundumsatz+Leistungsumsatz}.
Mit
{\displaystyle Leistungsumsatz=\left(PAL-1\right)\cdot Grundumsatz}
ergibt sich
{\displaystyle Gesamtumsatz=PAL\cdot Grundumsatz}.
Der Grundumsatz beträgt etwa 8,4 MJ/Tag. Bei Schwerstarbeit wird ein Gesamtumsatz von bis zu 20 MJ/Tag erreicht. Höchstleistungen an Einzeltagen können bis zu 50 MJ/Tag betragen.

## PAL-Faktoren
Da der Umfang der täglichen Muskelarbeit sehr unterschiedlich ist, teilt man in der Ernährungswissenschaft die Menschen je nach ihrer körperlichen Aktivität in fünf Gruppen ein, die durch sogenannte PAL-Faktoren gekennzeichnet sind ({\displaystyle PAL} steht für englisch Physical Activity Level, „Pegel der körperlichen Tätigkeit“):
| PAL-Faktoren bei verschiedenen Tätigkeiten |                                                                      |                                                           |
| PAL-Faktor                                 | Tätigkeit                                                            | Beispiele                                                 |
| 0,95                                       | schlafen                                                             | -                                                         |
| 1,2                                        | nur sitzend oder liegend                                             | lesen, fernsehen, alte, gebrechliche Menschen             |
| 1,4–1,5                                    | fast ausschließlich sitzend, wenig Freizeitaktivitäten               | Schreibtischtätigkeit                                     |
| 1,6–1,7                                    | überwiegend sitzend, mit zusätzlichen stehenden/gehenden Tätigkeiten | Kraftfahrer, Studenten, Laboranten                        |
| 1,8–1,9                                    | überwiegend stehende/gehende Tätigkeit                               | Verkäufer/innen, Kellner, Handwerker, Hausfrau/Hausmann   |
| 2,0–2,4                                    | körperlich anstrengende berufliche Tätigkeit                         | Bergleute, Landwirte, Waldarbeiter, Hochleistungssportler |

Beim Laufen setzt man einen Energiebedarf von ca. 3 bis 4 kJ (0,7 bis 1 kcal) pro Kilogramm Körpergewicht und zurückgelegtem Kilometer an, beim normalen Gehen einen von etwa 2 kJ (0,5 kcal) pro Kilogramm Körpergewicht und zurückgelegtem Kilometer. Zum Vergleich: Der Grundumsatz liegt bei ca. 4 kJ (1 kcal) pro Stunde und Kilogramm Körpergewicht.